# Norbert Körzdörfer
Norbert Körzdörfer (* 26. August 1954 in Regensburg) ist ein deutscher Journalist und Kolumnist. Daneben war er von 1996 bis 2000 Chefredakteur der Bildwoche und Schriftsteller.

## Karriere
Körzdörfer begann seine Karriere im Jahr 1975 als Lokalreporter bei der Abendzeitung in München und wechselte 1976 als Redakteur zur Münchener Lokalausgabe der Boulevardzeitung Bild. Körzdörfer ging 1980 nach New York und war dort als freier Autor tätig, wo er beispielsweise für die Welt am Sonntag schrieb. 1984 wurde er zum Chefreporter der Bild. 1989 wechselte er als stellvertretender Chefredakteur zur Illustrierten Bunte, bis er im Jahr 1992 zur Bild zurückkehrte und dort als Mitglied der Chefredaktion fungierte. Von 1996 bis zum Jahr 2000 übernahm er gleichzeitig auch das Amt des Chefredakteurs der Bildwoche. Seit 2001 ist er Berater des Chefredakteurs der Bild.

## Aufgabengebiet bei der Boulevard-Zeitung Bild
Körzdörfers Kolumnen Knochenende über seine Jack-Russell-Mischlingshündin Ruby, geschrieben unter dem Pseudonym Herrchen, wurden seit Mitte der 90er Jahre in der Boulevard-Zeitung Bild zunächst drei Wochen lang von Montag bis Samstag und danach bis zum Januar 2011 wöchentlich samstags veröffentlicht. Sie sind auch in Buchform erschienen. Die Kolumne wurde eingestellt, nachdem die Hündin im Januar 2011 im Alter von 17 Jahren eingeschläfert worden war.
Außerdem schrieb Körzdörfer von 2001 bis 2007 unter dem Pseudonym David Blieswood Kolumnen in der Zeitung Bild, die er vorher in der gleichen Art bereits in der Welt am Sonntag geschrieben hatte. Diese Kolumnen sind wegen ihrer undistanzierten PR-Berichterstattung und Schleichwerbung kritisiert worden. Er ist ferner auch für die Rubriken Gewinner & Verlierer des Tages sowie Kinokritiken zuständig.
Seit Januar 2007 ist er für die Klatsch-Kolumne Körzdörfers Gesellschaft verantwortlich, wo er wiederum durch fehlende journalistische Distanz auffiel, wobei er sich beispielsweise anlässlich eines Interviews mit Tom Cruise völlig von der Organisation Scientology vereinnahmen ließ. Nobert Körzdörfer wird nicht mehr zur Bambi-Verleihung eingeladen.

## Werke
- In and Out '86, Heyne Verlag,  München, 1985, ISBN 978-3-453-02207-2
- Das ABC der feinen Lebens-Art (als David Blieswood), Ullstein Verlag, 1999, ISBN 978-3-550-08307-5
- Ruby – Liebe ohne Ende (als Herrchen) Ullstein Verlag, Berlin, 1999, ISBN 978-3-548-42008-0
- Mein Leben mit Ruby (als Herrchen), Ullstein Verlag, Berlin, 1999, ISBN 978-3-548-42001-1
- Mein Herrchen und ich (als Herrchen), Ullstein Verlag, 2000, ISBN 978-3-548-42033-2
- Alles über Ruby (als Herrchen), Ullstein Verlag, München, 2002, ISBN 978-3-548-42076-9
- Mein Hundejahr mit Ruby, Herder Verlag, Stuttgart 2008, ISBN 978-3-451-07076-1

## Auszeichnungen
- 1998 Champagne-Preis für Lebensfreude[17]

## Privates
Körzdörfer ist römisch-katholisch, verheiratet mit der Reporterin und Journalistin Bärbel Körzdörfer und hat mit ihr drei Kinder. Er war Vorstand im Club der Optimisten.